# Hilarimorpha stena
Hilarimorpha stena is een vliegensoort uit de familie van de Hilarimorphidae. De wetenschappelijke naam van de soort is voor het eerst geldig gepubliceerd in 1974 door Webb.